# Jelena Wiktorowna Panowa

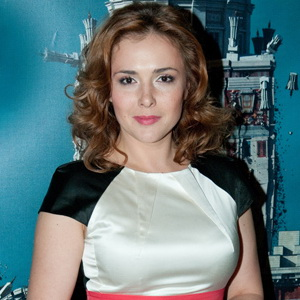
Jelena Panowa, 2010

Jelena Wiktorowna Panowa (russisch Елена Викторовна Панова; * 9. Juni 1977 in Archangelsk) ist eine russische Schauspielerin.

## Biografie
Jelena Panowa wurde am Tschechow-Kunsttheater Moskau ausgebildet. Im deutschsprachigen Raum wurde sie 1999 durch die Rolle der Irina im Film Beresina oder Die letzten Tage der Schweiz bekannt.
2001 erhielt sie den Staatspreis der Russischen Föderation.

## Filmografie (Auswahl)
- 1999: Beresina oder Die letzten Tage der Schweiz (Березина, или Последние дни Швейцарии)
- 1999: Mama (Мама)
- 2002: Kamenskaja-2 (Каменская-2)
- 2002: Roter Himmel. Schwarzer Schnee (Красное небо. Чёрный снег)
- 2005: Schattenkampf (Бой с тенью)
- 2009: Ich bin nicht ich (Я не я)
- 2010: Dark World – Das Tal der Hexenkönigin (Тёмный мир)
- 2013: Metro – Im Netz des Todes (Метро)
- 2014: Durak – Der ehrliche Idiot (Дурак)
- 2017: Die Zeit der Ersten (Время первых)
- 2022: Land of Legends

## Auszeichnungen
- 2001: Staatspreis der Russischen Föderation